# Царицынский уезд
Царицынский уезд — административно-территориальная единица Российской империи и РСФСР, существовавшая в 1780—1928 годах. Уездный город — Царицын.

## География

### Географическое положение
Царицынский уезд занимал южную часть Саратовской губернии.
Расположен узкой полосой от 20 до 60 вёрст (21—64 км) ширины и до 180 вёрст (192 км) в длину вдоль правого, возвышенного берега Волги, составляющего его восточную границу.
Занимал площадь 6 795,3 кв. вёрст (708 070 дес. или 7 733,7 км²).

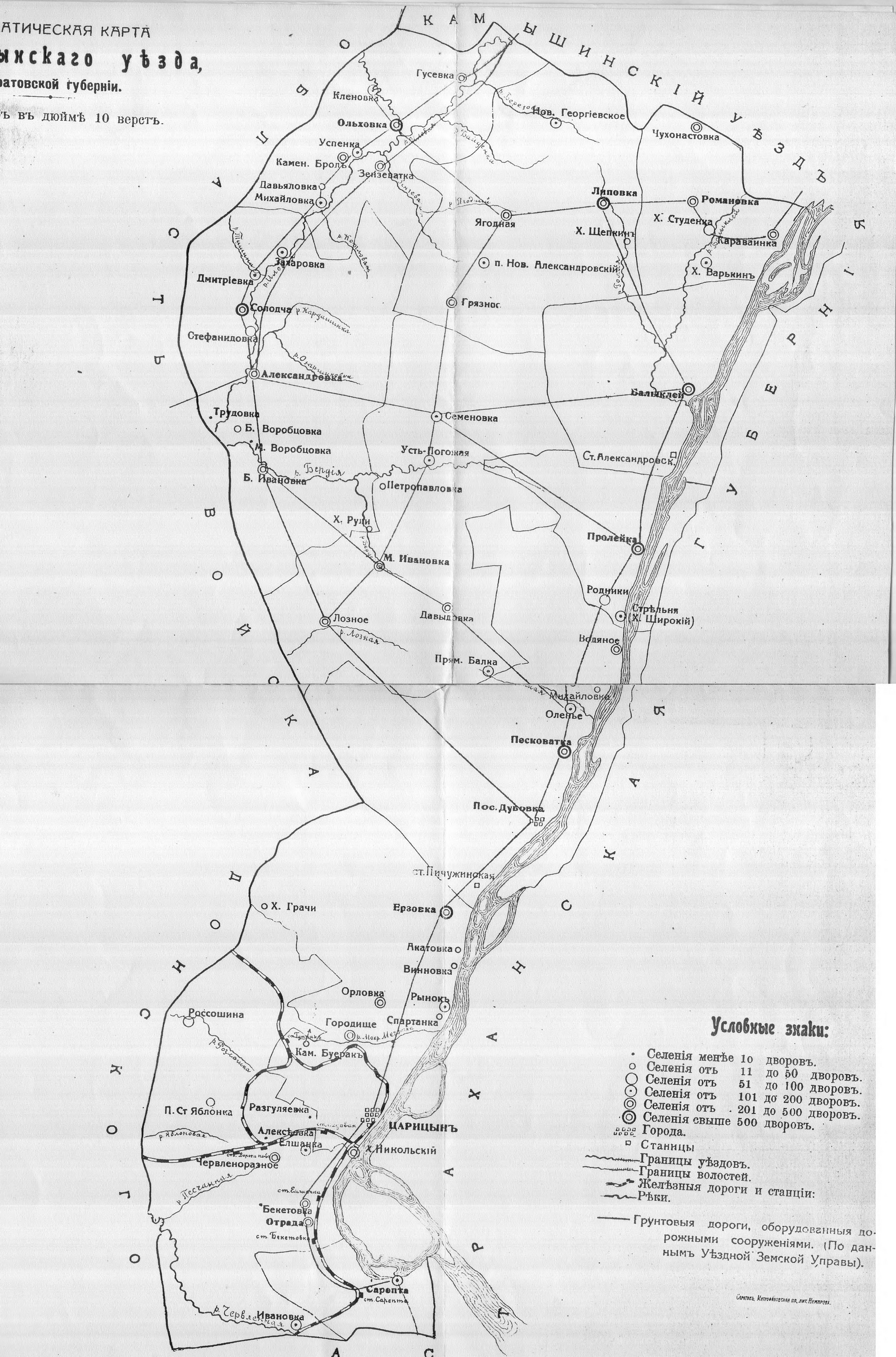
Царицынский уезд по состоянию на 1862 год

### Рельеф
Поверхность — плоская возвышенность, прорванная балками, направляющимися к pекам Волге на восток и к Иловле на западе. Общий склон к югу.
Самые высокие пункты на севере уезда достигают 722 фт. (220 метров) — Романовка, наиболее низкие места расположены на юге, близ колонии Сарепты — 361 фт. (110 м) над уровнем Волги, поверхность воды которой на всем протяжении уезда ниже уровня моря — у Царицына на 49 фт. (15 м).

### Полезные ископаемые
Местами добывается жерновый камень.
У колонии Сарепты имеются горько-солёные минеральные воды Екатерининские.

### Климат
Климат Царицынского уезда степной континентальный.
| Климат Царицынского уезда                                                                                       | Климат Царицынского уезда | Климат Царицынского уезда | Климат Царицынского уезда | Климат Царицынского уезда | Климат Царицынского уезда |
| Показатель | Зима*                     | Весна                     | Лето**                    | Осень                     | Год                       |
| Продолжительность, дней                                                                                         | 131                       | 44                        | 129                       | 61                        | 365                       |
| Средняя температура,*** °C                                                                                      | −8,6                      | +6,1                      | +22,2                     | +8,0                      | +7,0                      |
| Норма осадков, мм                                                                                               |                           |                           |                           |                           | 280                       |
| --- | ------------------------- | ------------------------- | ------------------------- | ------------------------- | ------------------------- |
| Источник: Царицын / Энциклопедический словарь Брокгауза и Ефрона : в 86 т. (82 т. и 4 доп.). — СПб., 1890—1907. |                           |                           |                           |                           |                           |

 * (когда суточная темп. ниже 0 °С)

 ** (темп. выше +15 °С)

 *** (в Царицыне)
Царицанский уезд самый тёплый и самый сухой в губернии, на севере которой средняя годовая температура на 4 °C ниже царицынской (в Полянках Кузнецкого уезда +2,9 °С), а осадков выпадает почти вдвое больше (в Полянках — 528 мм).

### Гидрография
В Волгу в пределах Царицынского уезда впадают небольшие речки: Балыклейка, Пролейка, Песковатка, Дубовка, Верхняя Мечётка и Нижняя Мечётка, Царица, Ельшанка, Сарпа.
Северо-запад уезда орошается рекой Иловлей (приток Дона), в которую впадает ряд незначительных речек.
Исключая Волги, все реки уезда несудоходны.

### Почвы
Почва Царицынского уезда принадлежит к худшим в губернии.
Преобладают буроватые почвы южных сухих степей, а именно — каштановые суглинки, расположенные вдоль течения Волги и на юг уезда, среди которых островами разбросаны солончаковые пространства. На севере суглинистый чернозём. Склоны река Иловли имеют супесчаные почвы, а вдоль самой реки тянутся болотистые поймы, окаймлённые с востока песками.

### Растительность
Уезд по характеру своей поверхности принадлежит к типичным степным местностям.
Леса, растущие по горам и балкам Приволжья занимают всего 16 тыс. дес. (175 км²) или 2,3 % всей поверхности.

## История
Уезд образован в 1780 году в составе Саратовского наместничества в результате реформы Екатерины Великой. С декабря 1796 по март 1797 — в составе Пензенской губернии.
В 1835 году заволжская часть уезда вошла в состав вновь образованного Царевского уезда.
В 1913 году в уезде было 11 волостей и 2 города:
| - Александровская - сл. Александровка, - Балыклейская - с. Балыклей, - Ерзовская - с. Пичуга, - Ивановская — сл. Ивановка, - Липовская - сл. Липовка, | - Ольховская - сл. Ольховка, - Отрадинская - сл. Отрада, - Песковатская - с. Песковатка, - Пролейская - с. Пролейка, - Романовская - с. Романовка, | - Сарептская — с. Сарепта, - посад Дубовка - г. Царицын |

В сентябре 1918 года уезд вошёл в состав вновь образованной Царицынской губернии. В 1921 году было утверждено новое административно-территориальное деление уезда. 

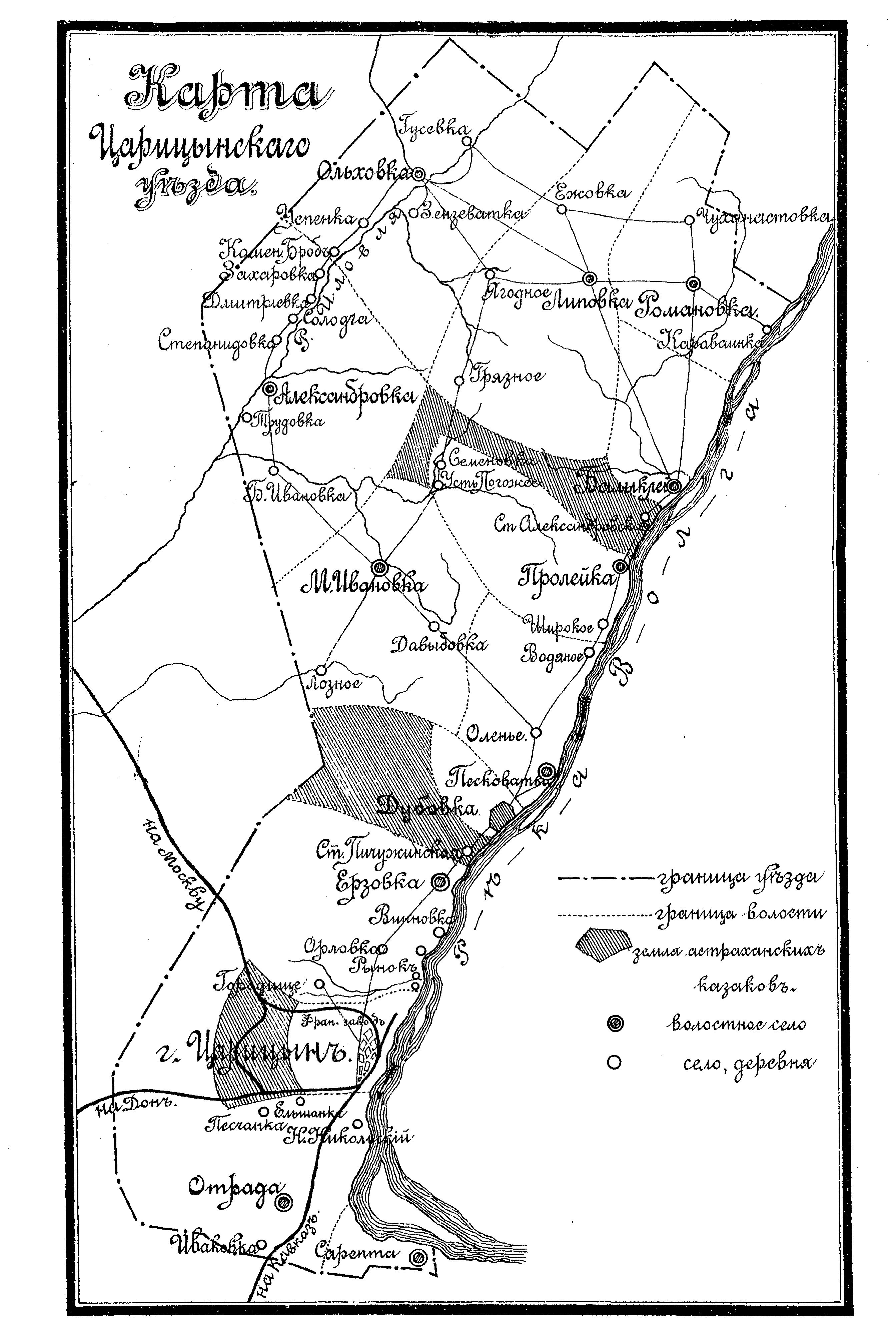
Карта Царицынского уезда с делением на волости

7 апреля 1923 года был ликвидирован Красноармейский уезд, его территория полностью вошла в состав Царицынского уезда. В него же были пречислены 6 станиц из 2-го Донского округа: Иловлинская, Качалинская, Новогригорьевская, Сиротинская, Старогригорьевская, Трёхостровская. Станицы получили статус волостей. 
| 1912 год | Александровская • Балыклейская •Ерзовская •Ивановская •Липовская • Ольховская • Отрадинская•Песковатская •Пролейская •Романовская •Сарептская                                                          |
| 1921 год | Александровская • Балыклейская • Дубовская • Ерзовская • Липовская • Ивановская • Новоникольская• Ольховская • Стрельно-Широкинская •                                                                  |
| 1923 год | Аксайская • Александровская • Балыклейская • Дубовская • Иловлинская • Каменноярская • Качалинская • Красноармейская • Новогригорьевская• Ольховская • Северная • Царицынская• Цацинская • Черноярская |

В 1925 году город Царицын был переименован в Сталинград, а уезд — в Сталинградский.
В 1928 году Сталинградский уезд был упразднён, его территория вошла в состав вновь образованного Сталинградского округа Нижне-Волжской области (позднее Нижне-Волжского края).

## Население
Население по переписи 1897 года (без Царицына) — 105 058 (51 308 мужчин и 53 750 женщин). В самом Царицыне — 55,2 тысяч жителей (к 1902 году — 67 650 жителей).
По густоте населения Царицынский уезд занимает последнее место в губернии: на 1 кв. вер. приходится 23,7 жителей (считая и городское население), а во всей губернии — 47,2 жит. на 1 кв. вер. (20,8 и 41,5 соответственно человек на км²).
Главная масса населения — великороссы (80 %); затем идут малороссы (13 %) и великороссы, смешанные с малороссами (5 %); остальные 2 % состоят из немцев (колонистов), калмыков и др.
Кроме крестьян, в Царицынском уезде жило 5000 казаков Астраханского войска (в городе Царицыне, посёлке Дубовка и в 2 станицах).

## Населённые пункты
Населенные пункты в уезде:
- город Царицын
- посёлок (с 1803 г. город) Дубовка (16 319 жит.)
- ещё 72 населённых пункта, в том числе:
  - колония Сарепта (6000 жит.)
  - 69 слобод и селений, заселенных крестьянами; из них более крупные:
    - Липовка (4500 жит.)
    - Песковатка (4000 жит.)
    - Балыклей (4000 жит.)
    - слобода Ольховка (3500 жит.)

## Экономика

### Землевладение
Ситуация с землевладением на 1887 год приведена в таблице.
| Собственник                     | Размер землевладений | Размер землевладений |
| Собственник                     | десятин              | км²                  |
| ------------------------------- | -------------------- | -------------------- |
| Казна                           | 68 977               | 754                  |
| Удел                            | 2896                 | 32                   |
| Царицын                         | 26 520               | 290                  |
| Дубовка                         | 26 520               | 290                  |
| Церкви и монастыри              | 2755                 | 30                   |
| Различные учреждения            | 11 334               | 124                  |
| Крестьяне в наделе              | 327 978              | 3583                 |
| Частные владельцы, в том числе: | 125 892              | 1375                 |
| дворяне (в скобках — в 1897 г.) | 93 855 (65 392)      | 1025 (714)           |
| купцы                           | 21 702               | 237                  |
| мещане                          | 2460                 | 27                   |
| крестьяне                       | 7875                 | 86                   |
| Всего                           | 566 353              | 6188                 |

### Сельское хозяйство

#### Земли
В таблице приведены данные по землям уезда.
| Тип земли                                      | Площадь, дес. | Площадь, га | Площадь на душу мужского населения, дес./чел | Площадь, % от общей |
| ---------------------------------------------- | ------------- | ----------- | -------------------------------------------- | ------------------- |
| Удобная, в том числе:                          |               |             |                                              | 72                  |
| пахотные земли                                 |               |             |                                              | 43                  |
| усадьбы                                        |               |             |                                              | 1,2                 |
| сады и огороды                                 |               |             |                                              | 0,6                 |
| луга                                           |               |             |                                              | 4                   |
| в том числе поемные на о-вах Волги и по Иловле |               |             |                                              | 2,6                 |
| лес                                            |               |             |                                              | 2,3                 |
| пастбищные и прочие удобные земли              |               |             |                                              | 20,9                |
| Неудобная                                      |               |             |                                              | 28                  |
| Всего                                          |               |             |                                              | 100                 |

#### Растениеводство
Система хозяйства переложная (господствующий оборот: залежь, пшеница, рожь по жниву без пара, яровое и снова залежь); по жниву сеют после одной вспашки, иногда только под борону; навоза почти не кладут. Сев вследствие сухости климата и малого количества влаги в почве весьма редок. В таблице приведены нормы высева различных культур.
| Культура | Норма высева  | Норма высева |
| Культура | пд. на 1 дес. | кг на 1 га   |
| -------- | ------------- | ------------ |
| Рожь     | 3,7           | 55,5         |
| Пшеница  | 4             | 60           |
| Овёс     | 5,3           | 79,4         |
| Просо    | 1             | 15           |

Реже, чем в Царицынском уезде, нигде в губернии не сеют.
По урожайности Царицынский уезд стоит в губернии на последнем месте. В таблице приведены данные по урожайности за 20 лет (1881—1900 гг.), в среднем.
|                      | Пшеница   | Пшеница      | Рожь      | Рожь         | Просо     | Просо        | Овёс      | Овёс  |
| пд. с 1 дес.         | кг с 1 га | пд. с 1 дес. | кг с 1 га | пд. с 1 дес. | кг с 1 га | пд. с 1 дес. | кг с 1 га |       |
| -------------------- | --------- | ------------ | --------- | ------------ | --------- | ------------ | --------- | ----- |
| Царицынский уезд     | 22        | 329,8        | 18        | 269,8        | 15        | 224,9        | 25        | 374,8 |
| Саратовская губерния | 28        | 419,7        | 40        | 599,6        | 26        | 389,7        | 30        | 449,7 |

В таблице приведены данные по площади под культурами в 1900 году.
| Культура | Площадь   | Площадь |
| Культура | тыс. дес. | тыс. га |
| -------- | --------- | ------- |
| Рожь     | 56        | 61,2    |
| Пшеница  | 66        | 72,1    |
| Овёс     | 4         | 4,4     |
| Просо    | 15        | 16,4    |

Из прочих растений в полях культивируются, более для местного потребления, лён, горох, картофель, ячмень, конопля и чечевица.
144 тыс. дес., или 97 % посевной площади, эксплуатируются крестьянами (96 тыс. дес. на надельной земле, остальные 48 тыс. дес. на арендуемой у частных владельцев).
В таблице приведены данные по посевным площадям во владении крестьян.
|                                    | тыс. дес. | тыс. га | В % от общей |
| ---------------------------------- | --------- | ------- | ------------ |
| Всего                              | 144       | 157,3   | 97           |
| Крестьянами на надельной земле     | 96        | 104,9   |              |
| на арендуемой у частных владельцев | 48        | 52,4    |              |

В колонии Сарепте и окрестных селениях развита культура горчицы, которая здесь впервые была введена в конце XVIII веке по инициативе Императорского вольного экономического общества.
Бахчеводство распространено: под бахчами занято свыше 4 тыс. дес. (сильнее развито бахчеводство в губернии только в Камышинском уезде); разводят главным образом арбузы (лучшие — в сёлах Балыклее, Караваинке и в посёлке Дубовке) и дыни—дубовки.
Садоводство распространено особенно в прибрежных селениях по Волге; разводят на сбыт яблоки и вишни. Виноградарство значительно в кол. Сарепте (130 дес.) и пос. Дубовке. Виноград (астраханский) сбывается в ягодах; виноделия не существует.

#### Животноводство
Скотоводство развито, особенно среди малорусского населения и калмыков.
В 1900 году в Царицынском уезде насчитывалось:
- лошадей — 13 970
- крупного рогатого скота — 69 003 голов
- овец — 115 028
- свиней — 6023
- остального скота — 256

86 % всего скота принадлежат крестьянам.

#### Рыболовство
На плесе Волги к югу от Царицына главным занятием прибрежного населения является рыболовство.

### Промышленность
Кустарные промыслы слабо развиты; из них более значительны ковровый (женский пром., в пос. Дубовке), шерстобойный, вязание из шерсти чулок,Носкиносков и варежек (с. Водяное), верёвочный и портняжный.
Фабрик и заводов (1900 г.) в Царицынском уезде 462, с 2543 рабочими и производством на 6 370 000 руб.; из них более значительны лесопильни, мельницы и горчичные заводы (производство горчицы и горчичного масла).
Из центров промышленности более крупные:
- посёлок Дубовка (лесопильни и горчичные заводы, всего 83 завода с производством на 1 млн руб.);
- колония Сарепта (горчичное производство).

### Торговля
Торговля, кроме Царицына и посёлка Дубовки, сосредоточена в приволжских селениях Балыклей, Пролейка и Песковатка.
Главнейшие пристани на Волге:
- Царицын
- Дубовка
- Пролейка
- Балыклей
- Камышин
- Сарепта

### Бюджетуездного земства
По смете 1902 года доходы и расходы исчислены в 136 406 руб.:
- на земское управление назначено 13 905 руб.
- на школьное дело — 22 172 руб.
- на медицину — 62 655 руб.

## Культура и общество

### Просвещение
Данные по учебным заведениям в Царицынском уезде на 1901 год:
| Тип учреждения          | Количество | Количество учащихся | Количество учащихся |
| Тип учреждения          | Количество | мальчики            | девочки             |
| ----------------------- | ---------- | ------------------- | ------------------- |
| Земские                 | 33         | 2 609               | 2 609               |
| Церковно-приходские     | 8          | 405                 | 405                 |
| Школы грамоты           | 16         | 435                 | 435                 |
| Вне школьного обучения* |            | 14 %                | 74 %                |
| Всего                   | 57         | 2589                | 860                 |

* из числа детей школьного возраста (9—11 лет)

### Здравоохранение
Учреждения здравоохранения:
больниц — 2
приёмных покоев — 3
фельдшерских пунктов — 5
врачей — 4
Всё врачебное дело в руках уездного земства.

### Религия
— Православные храмы Царицына--
- Казанский собор
- храм Иоанна Предтечи
- храм Святой Параскевы мученицы

— католический храм Святого Николая-
- православные — 94 %
- раскольники — 0,9
- протестанты — 1,0
- буддисты — 4,0
- лица других исповеданий — 0,1 %

## Достопримечательности
В Царицынском уезде немало следов глубокой древности:
- Остатки древнего татарского города Новый Сарай (Сарай-Берке), столицы Золотой орды — у современного села Царев (Ленинский район Волгоградской области).
- орудия каменного века — Липновская волость
- фундамент значительного здания (по преданию — ханского дворца) — село Балыклей
- курганы «Царские могильницы» — близ станицы Александровской
- много курганов близ села Ивановки и посёлка Дубовки
- близ последнего — древнее городище
- у дер. Мечетной на Волге остатки древнего татарского города.

Побережье Волги полно преданий о «понизовой вольнице», бродившей здесь в течение многих столетий, а также о Стеньке Разине и Пугачеве.

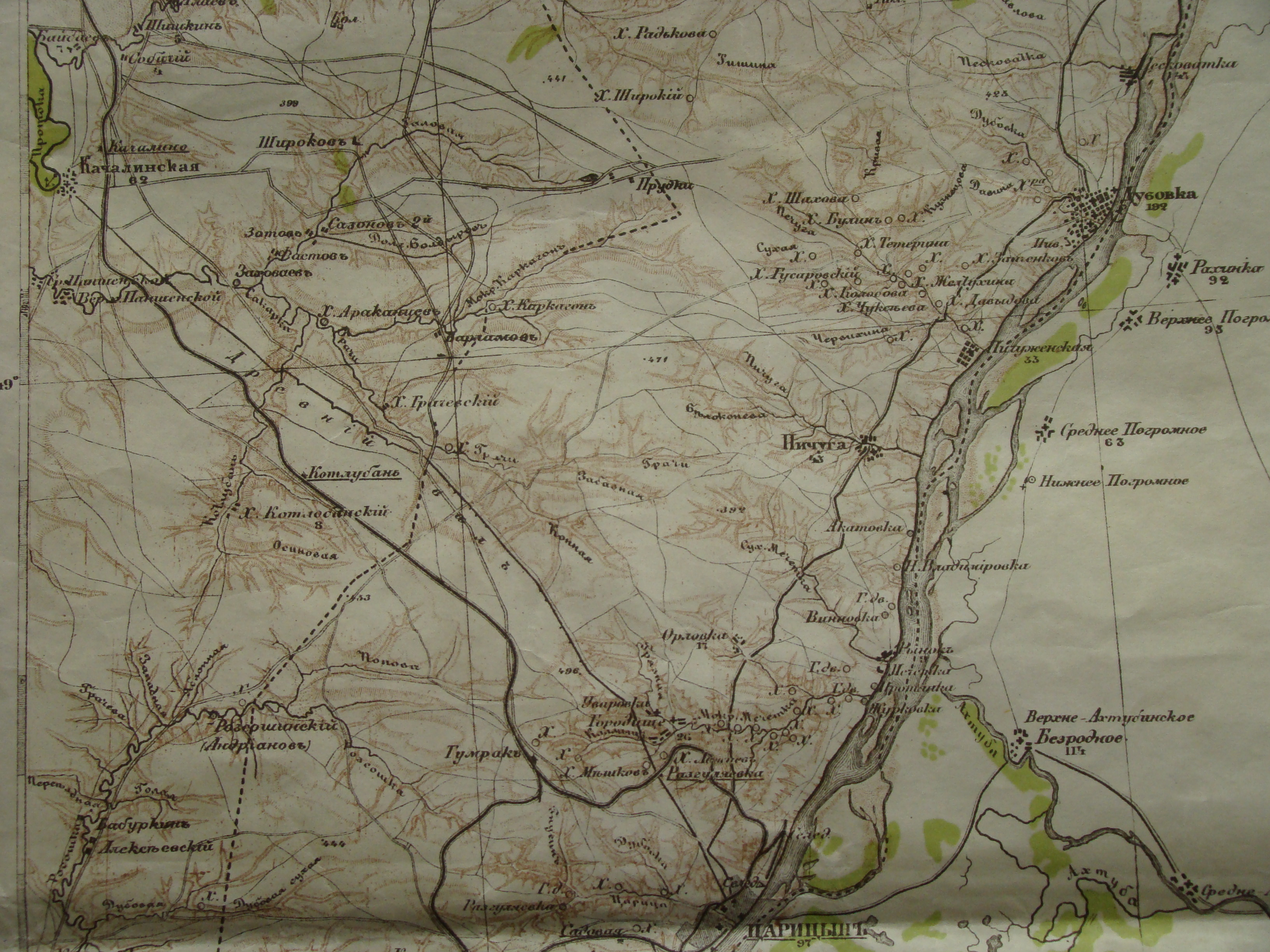
Карта Стрельбицкого 1874 год лист 94-a3 Часть Царицынского уезда
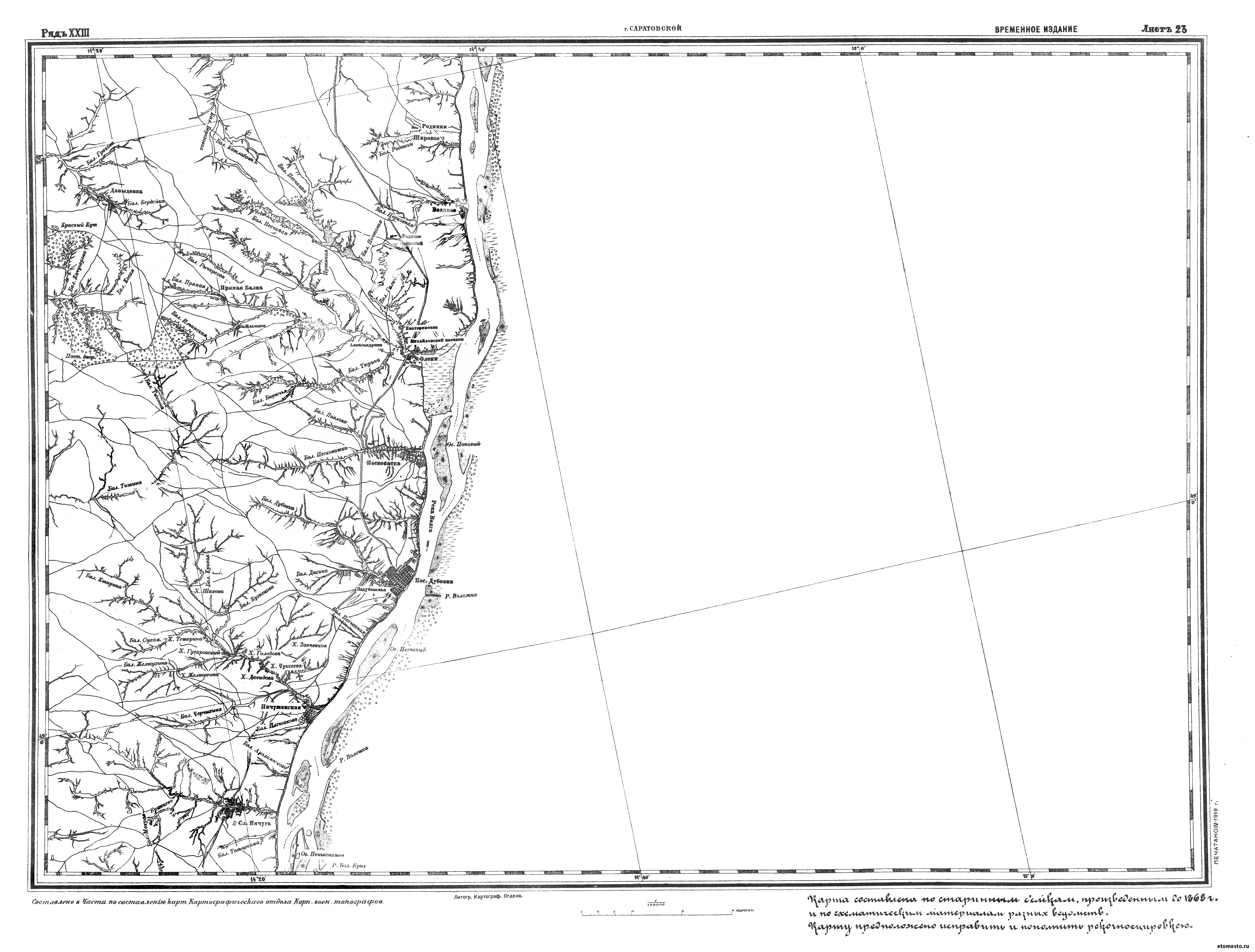
Часть Царицынского уезда на 1919 год